# Orthosia rorida
Orthosia rorida là một loài bướm đêm trong họ Noctuidae.